# Horten Ho XVIII
Horten Ho XVIII foi um projeto alemão de aeronave, do tipo asa voadora, para a missão Amerika Bomber (lançar uma bomba atômica sobre NYC) pelos Irmãos Walter e Reimar Horten, durante a Segunda Guerra Mundial. Foi uma das escolhidas pela praticidade de desenvolvê-la. Em 1944 o RLM (Sigla para Ministério do Ar Alemão) emitiu uma exigência para construir um avião com um alcance de até 11,000 quilômetros (6,835 milhas) e de uma carga da bomba de 4,000 quilogramas (8,818 libras). Este bombardeiro teria de voar da Alemanha até New York City e voltar sem reabastecer. Cinco de companhias produtoras de avião tinham submetido alguns projetos, mas nenhuns deles seguia todas as exigências da escala para executar o bombardeio. Apesar de terem alterado o avião escolhido na segunda competição, nem muita coisa havia mudado, encontraram-se as mesmas dificuldades. Os irmãos Horten não haviam sido convidados para apresentar seu protótipo, pois pensou-se que apenas queriam apresentar o caça de tecnologia Stealth (invisível no radar) Horten Ho-IX (ou Gothaer Waggonfabrik Go 229).

## Modelos

### Ho XVIII-A
Foi descrito pela primeira vez por volta do Natal de 1944, atenedendo às exigências e corrigindo as antigas falhas das outras companhias. Os Irmãos Horten trabalharam em cálculos de peso, carga de bombas e de combustível, tripulação, chegou-se à conclusão de uma envergadura de 40 metros, armamentos (caso encontrassem inimigos) e engrenagem de aterragem e chegaram a incríveis dez variantes do mesmo modelo, variando no motor, podendo ser quatro ou seis Heinkel-Hirth, motores jato S 011, oito BMW 003A, oito turbojatos Junkers Jumo 004B, entre outros motores.
A melhor versão escolhida pelos irmãos era impulsionada por seis turbojatos Jumo 004B, que foram colocados na fuselagem da parte traseira que seriam alimentadas pelas entradas dos motores na parte frontal das asas. A estrutura seria feita por madeira e prendida junto com carbono especial na colagem que desviaria as ondas dos radares aliados.
Foram avisados para apresentar seu bombardeiro em 25 de fevereiro de 1945, em uma reunião com as cinco companhias da missão Amerika Bomber. Lá foi mencionado aos dois que iriam trabalhar com a Junkers.
Alguns dias mais tarde, encontraram-se com coordenadores da Messerschmitt e da Junkers. Após dois dias de discussões quanto ao design do projeto, chegaram à conclusão de uma aeronave com os motores situados abaixo, e que o trem de pouso seria localizado entre os motores. Cada asa possuía dois motores. Reimar Horten não ficou feliz com o novo design, que ficou conhecido como Ho XVIII-B.

### Ho XVIII-B
Foi criado como redesign do Ho XVIII-A e possuía uma tripulação de apenas três homens sentados verticalmente. Durante voo, os pneus seriam encolhidos dentro de uma câmara especial entre o motores S 011, e possuía uma envergadura de 40 metros. estimou-se que seu alcance seria de até 11,000 quilômetros (6,835 milhas), 16,000 metros de teto serviço (52,492 pés) e autonomia de 27 horas, com velocidade máxima de 850 km/h, tecnologia Stealth e dois canhões MK 108 de 30mm (embora fosse desnecessário) e as pistas de decolagem seriam grandes e largas para contê-lo.